# Luther-Friedhof

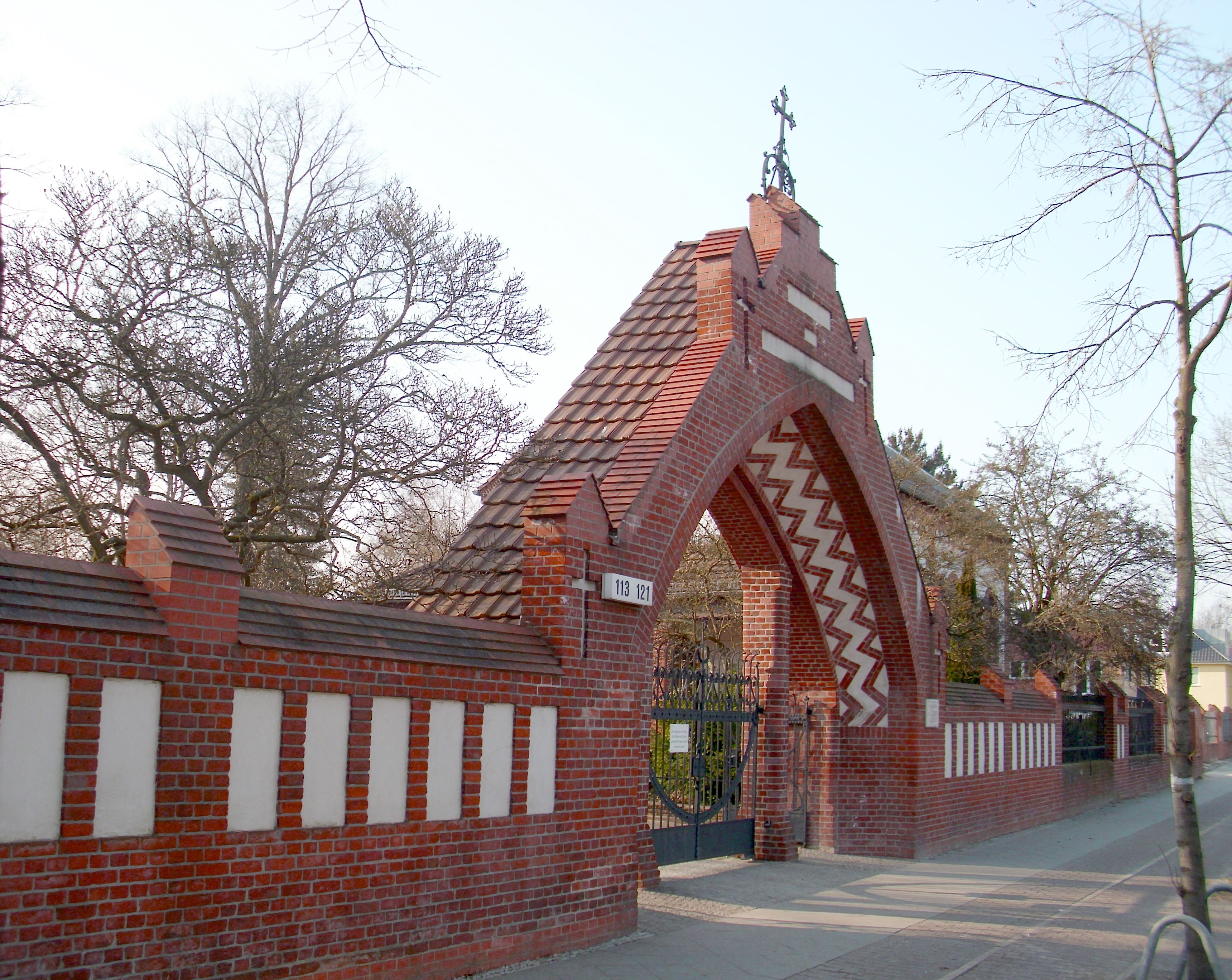
Eingangstor und Einfriedung

Der Luther-Friedhof, auch Lutherkirchhof, ist ein evangelischer Friedhof im Ortsteil Lankwitz des Berliner Bezirks Steglitz-Zehlendorf. Namensgeber ist der Reformator Martin Luther.

## Lage
Der Luther-Friedhof liegt unmittelbar nördlich vom benachbarten Kreuz-Friedhof im Südosten des Ortsteils Lankwitz an der Malteserstraße 113–121 und ist zirka 37.000 Quadratmeter groß. An seinem südwestlichen Ende kann er über das Ende der Tambacher Straße betreten werden.
Der Friedhof gehörte ursprünglich zur Evangelischen Luther-Kirchengemeinde in Schöneberg, der das Grundstück im Jahr 1900 von der damaligen Gemeinde Lankwitz verkauft wurde.
Der grüne Berliner Hauptwanderweg Nummer 5, der Nord-Süd-Weg, führt direkt über den Luther-Friedhof.

## Gestaltung
Ein monumentaler Torbau mit einem schmiedeeisernen Kreuz auf dem Giebel macht auf den Eingang des Friedhofes aufmerksam. Direkt hinter diesem Torbau stehen rechts die Friedhofskapelle und links das Verwaltungsgebäude. Das gesamte Ensemble, 1902 geschaffen von dem Architekten Jürgen Kröger, steht unter Denkmalschutz.
Trotz Denkmalschutz geht man auf diesem Friedhof auch neue Wege. Im Schatten der Friedhofskapelle entstanden Kolumbarien unter freiem Himmel. Dieser Bereich des Friedhofes wird kontinuierlich weiter ausgebaut. Die Trauerfeiern für Beerdigungen auf dem benachbarten Kreuz-Friedhof finden ebenfalls in der Kapelle des Luther-Friedhofs statt.
Der Friedhof zeichnet sich durch einen alten Baumbestand und zahlreiche große Rhododendren aus; der Übergang zum Kreuz-Friedhof erfolgt nahezu unmerklich beziehungsweise fließend. Durch die ruhige Lage und die Inselfunktion im städtischen Umfeld haben beide Friedhöfe, wie die innerstädtischen Friedhöfe im Allgemeinen, eine große Bedeutung für die Artenvielfalt und den Bestand der Vogelwelt, insbesondere für nistende Singvögel.

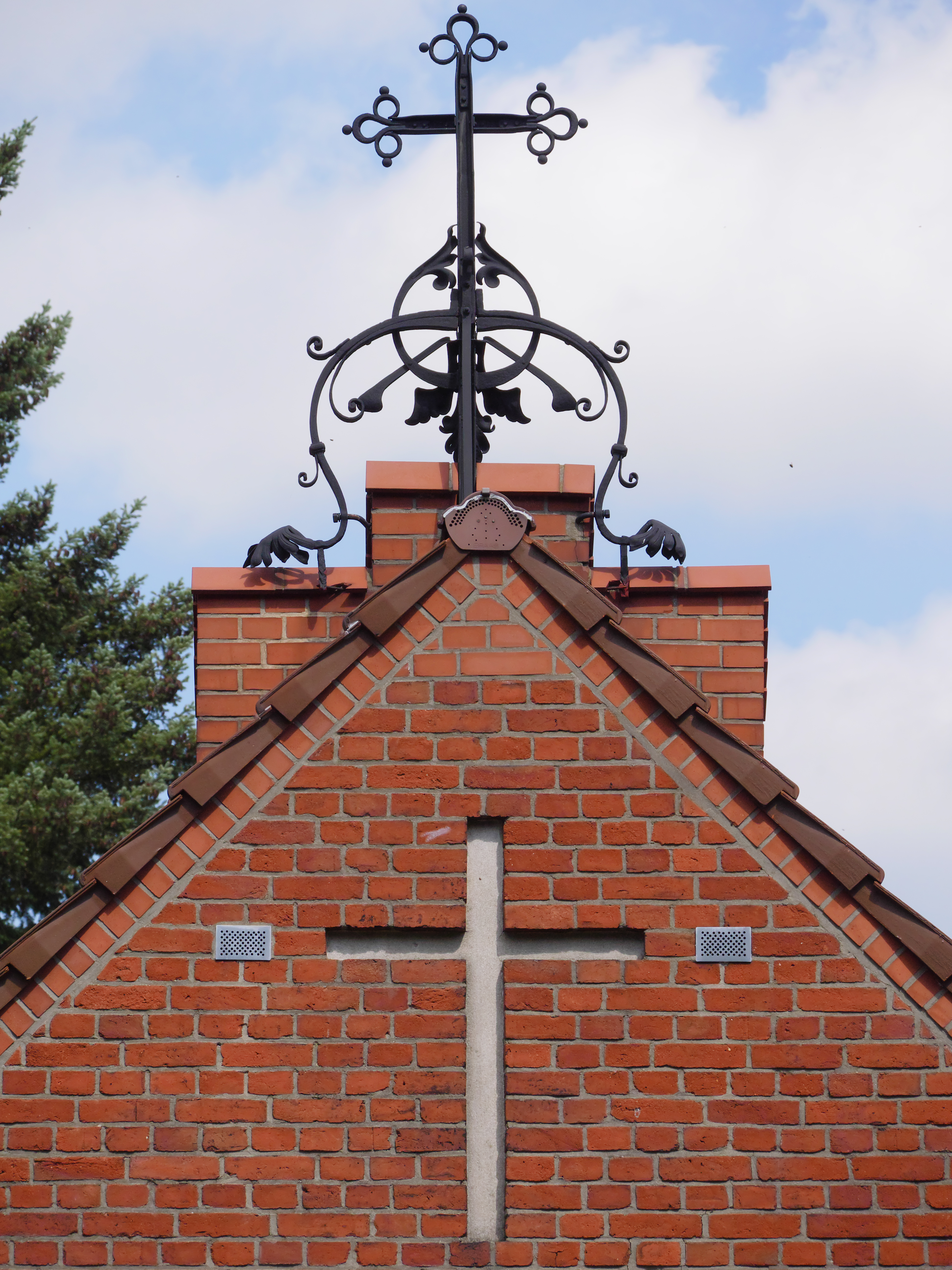
Kreuze am und auf dem Portalgiebel, vom Friedhof aus gesehen
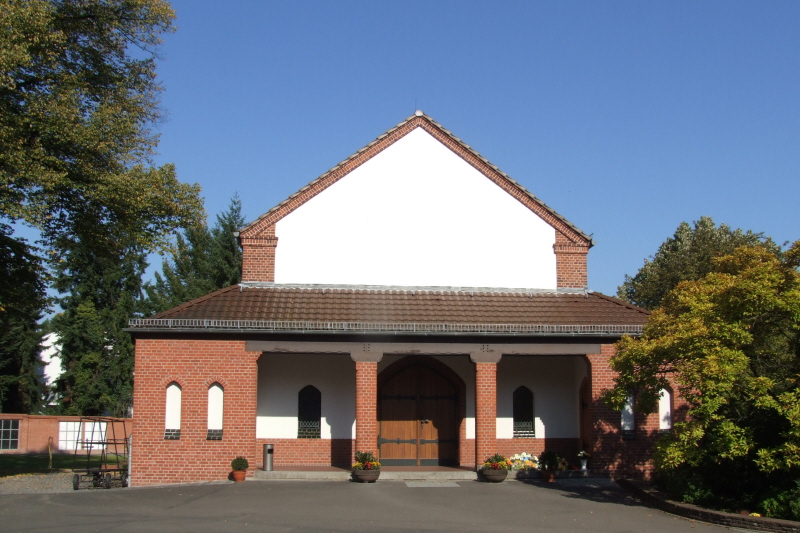
Friedhofskapelle (Front)
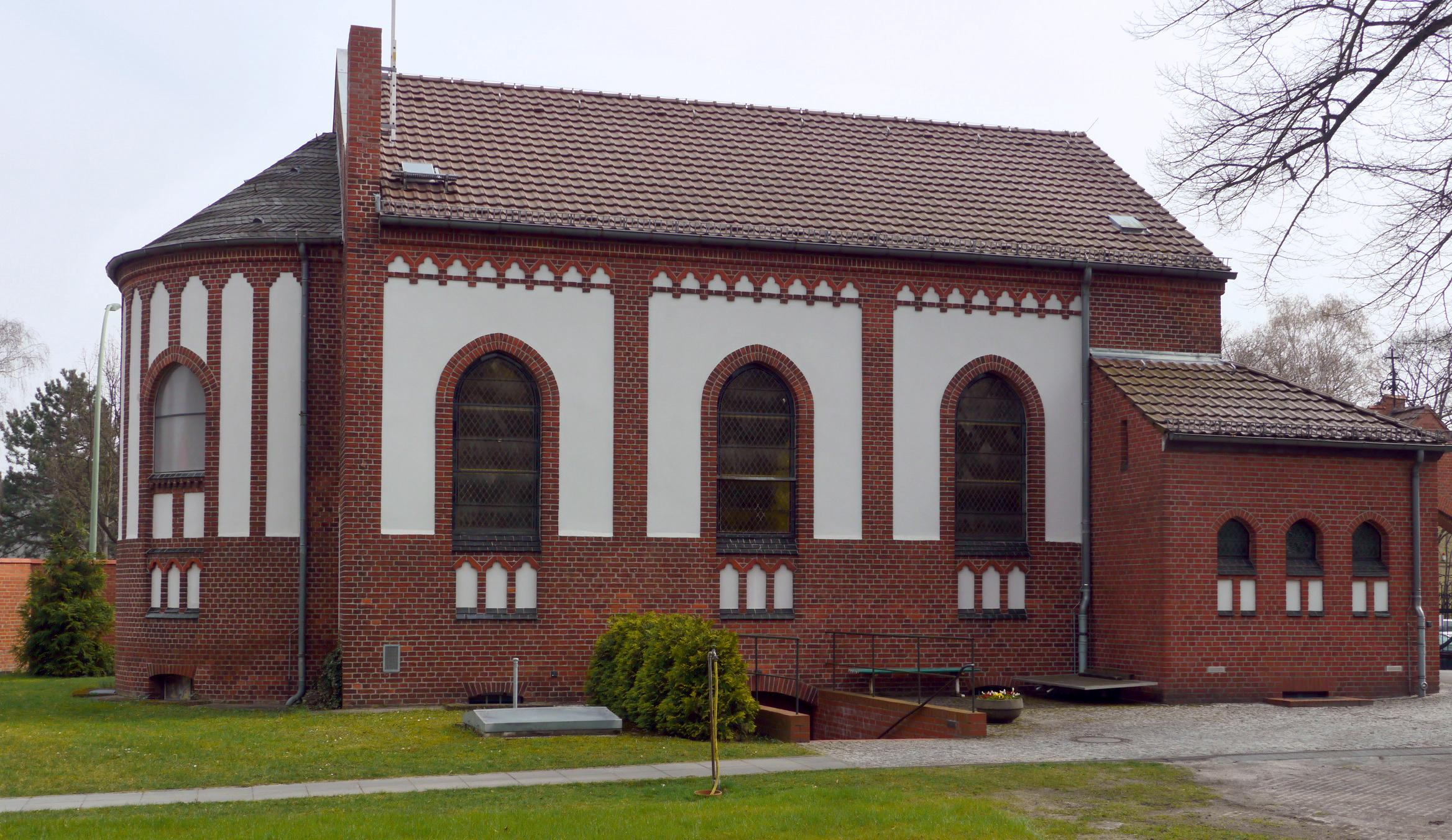
Friedhofskapelle (westliche Seite)
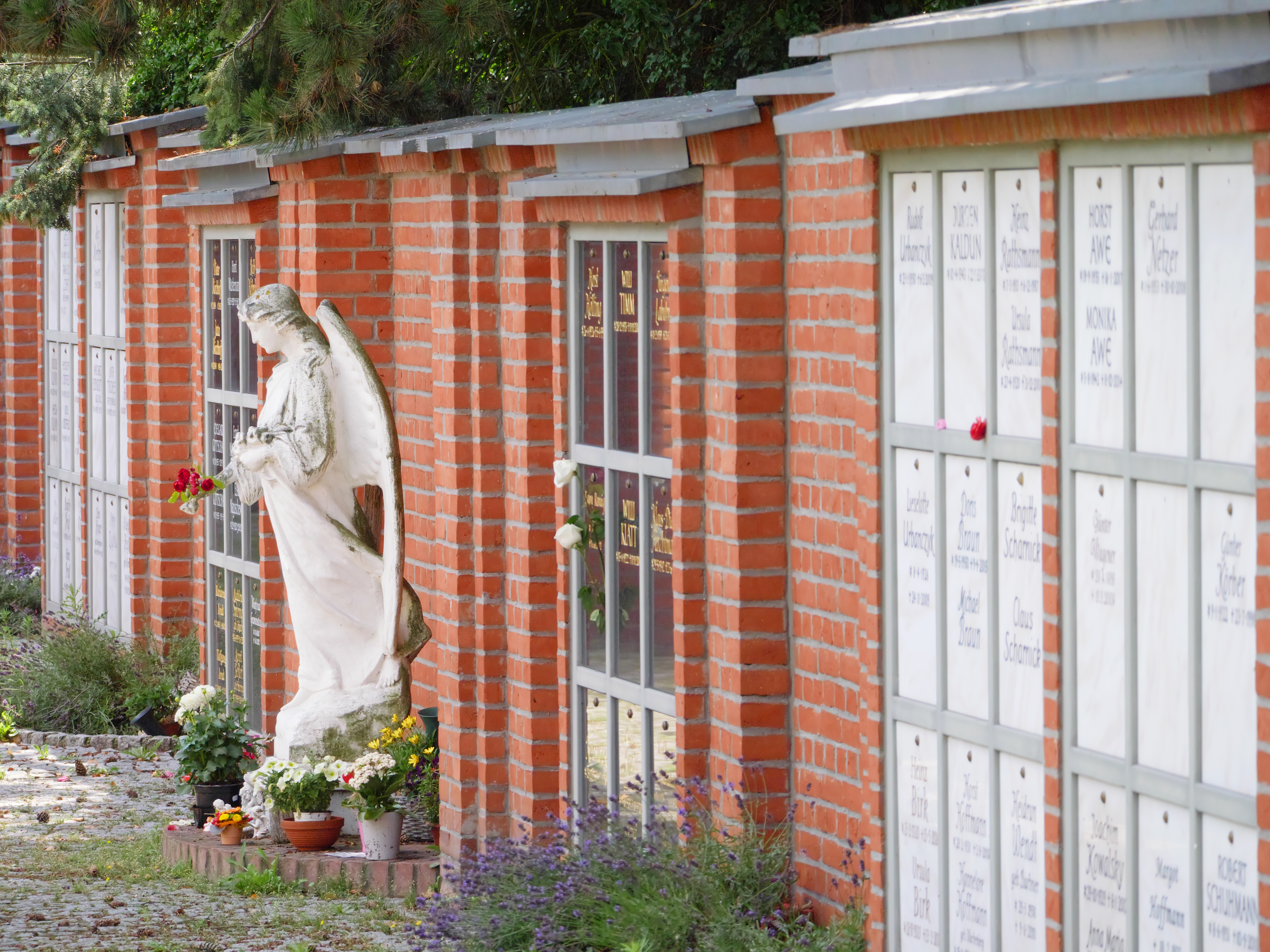
Kolumbarien an der nördlichen Ecke des Friedhofs
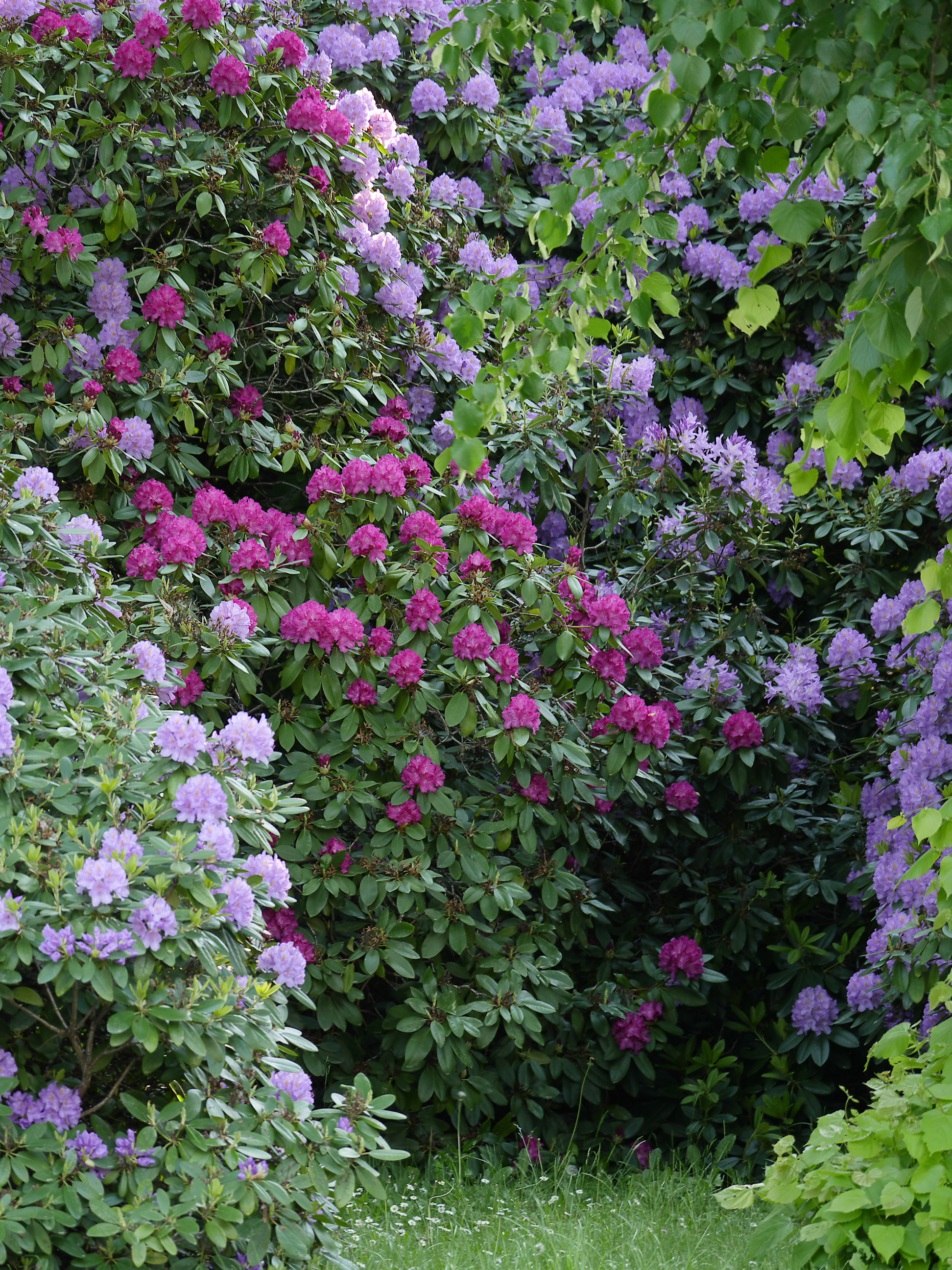
Blühende Rhododendren im Mai

## Gräber bekannter Persönlichkeiten
- Joachim Geisler (1912–1969), Senatspräsident am Kammergericht
- Wilhelm Kube (1887–1943), Journalist, Gauleiter von Brandenburg und Generalkommissar für den Generalbezirk Weißruthenien in Minsk.[5]
- Eva Leithäuser (1925–2018), Hamburger Justizsenatorin und Richterin des Hamburgischen Verfassungsgerichts
- Gustav Leithäuser (1881–1969), Hochfrequenztechniker und Hochschullehrer
- Bruno Mey (1932–2003), deutscher Diplomat
- Louise Nordmann (1829–1911), Harfenjule, Berliner Original
- Klaus Riebschläger (1940–2009), deutscher Politiker
- Alfred Seppelt (1929–2015), deutscher Schachfunktionär
- Joachim Walther (1943–2020), Schriftsteller
- Carl Woitschach (1864–1939), Musikdirektor und Komponist[6]
- Werner Zehden (1911–1991), Politiker und Stadtältester – Ehrengrab des Landes Berlin[7]

## Verwaltung
Seit den 1950er Jahren wird er von der gemeinsamen Friedhofsverwaltung der Gemeinden Paul-Schneider, Dreifaltigkeit und Luther (Friedhofsverwaltung der Evangelischen Kirchengemeinden Lankwitz und Luther) verwaltet und heute von der gemeinsamen Friedhofskommission der Evangelischen Kirchengemeinden Lankwitz und Luther getragen.